# Rolando T. Bárcenas
Rolando Tenoch Bárcenas Luna (1966) es un botánico y profesor mexicano que desarrolla su actividad académica en el Departamento de Biología Comparada, de la Facultad de Ciencias Naturales, en la Universidad Autónoma de Querétaro, y reconocido cactólogo.

## Algunas publicaciones
- paul r. House, c. Gómez-hinostrosa, Héctor m. Hernández. 2013. Una especie nueva de Peniocereus (Cactaceae) de Honduras. Rev. Mexicana de Biodiversidad 84 (4): 1077-1081

- a.f. Prado, j.a. Hawkins, c. Yesson, rolando t. Bárcenas. 2010. Multiple diversity measures to identify complementary conservation areas for the Baja California peninsular cacti. Biolog. Conserv. 143: 1510-1520

- Héctor m. Hernández M., c. Gómez-hinostrosa, r.t. Bárcenas. 2001. Diversity, spatial arrangement, and endemism of Cactaceae in the Huizache area, a hot-spot in the Chihuahuan Desert. Biodiversity and Conservation 10, 1097–1112

- -------------------------------, -----------------------------, b. Goettsch. 2004. Checklist of Chihuahuan Desert Cactaceae. Harvard Papers in Botany 9, 51–68

- Héctor m. Hernández M., r.t. Bárcenas. 1995. Endangered cacti in the Chihuahuan Desert. I. Distribution patterns. Conservation Biology 9, 1176–1190

- -------------------------------, -------------------. 1996. Endangered cacti in the Chihuahuan Desert. II. Biogeography and Conservation. Conservation Biology 10, 1200–1209

- La abreviatura «Bárcenas» se emplea para indicar a Rolando T. Bárcenas como autoridad en la descripción y clasificación científica de los vegetales.[4]